# The Body Acoustic
The Body Acoustic es un álbum recopilatorio publicado por la cantante estadounidense Cyndi Lauper en el 8 de noviembre de 2005. El álbum ha vendido 17 000 copias en los Estados Unidos según MTV.

## Compuesto
Se compone de diez canciones que han sido regrabado y re-arreglos acústicos, así como dos nuevas canciones por completo. El título del álbum es un juego de un poema de Walt Whitman'"Yo canto al cuerpo eléctrico", con la palabra cuerpo, en este caso refiriéndose al cuerpo Lauper de trabajo como artista de grabación. El álbum cuenta con una serie de invitados especiales, incluyendo Adam Lazzara, Shaggy, Sarah McLachlan, Jeff Beck, Vivian Verde, Ani DiFranco, y Puffy AmiYumi.
Un DualDisc edición del álbum fue lanzado, que contenía el álbum completo en estéreo mejorado, cuatro nuevos videos dirigida por ella misma Lauper, así como un "Behind The Scenes" documental sobre la realización del álbum.

## Listado de temas
1. "Money Changes Everything" with Adam Lazzara (Tom Gray) – 5:14
2. "All Through the Night" with Shaggy (Jules Shear) – 4:40
3. "Time After Time" with Sarah McLachlan (Cyndi Lauper, Rob Hyman) – 4:17
4. "She Bop" (Lauper, Rick Chertoff, Gary Corbett, Stephen Broughton Lunt) – 4:16
5. "Above the Clouds" with Jeff Beck (Lauper, Beck, Jed Leiber) – 3:57
6. "I'll Be Your River" with Vivian Green (Lauper, Tom Hammer) – 4:47
7. "Sisters of Avalon" with Ani DiFranco & Vivian Green (Lauper, Jan Pulsford) – 5:27
8. "Shine" (Lauper, William Wittman) – 3:32
9. "True Colors" (Tom Kelly, Billy Steinberg) – 4:09
10. "Water's Edge" with Sarah McLachlan (Lauper, Hyman) – 4:49
11. "Fearless" (Lauper) – 4:07
12. "Girls Just Want to Have Fun" with Puffy AmiYumi (Robert Hazard) – 2:59

## Créditos
- Cyndi Lauper - voz, salterio Apalaches, guitarra
- Rick Chertoff - Piano, Productor
- Allison Cornell - violín, viola, drone dulcimer, voces de fondo
- Jeff Beck - guitarra en "Por encima de las nubes"
- Kat Dyson - slide guitar, guitarra rítmica en "Sisters of Avalon"
- Mark Egan - Bajo eléctrico
- Steve Gaboury - Órganos, juno, armonio
- Jim Hines - Trompeta
- Rob Hyman - Melódica
- Zev Katz - Bajo
- Tom Malone - Trombón
- Sammy Merendino - tambores
- Occidental Jamie-Oram - Guitarra
- William Wittman - Bajo eléctrico y coros, Productor

## Posicionamiento
| Listas                         | Posición |
| ------------------------------ | -------- |
| Austria Albums Chart           | 60       |
| Francia Albums Chart           | 190      |
| Italia Albums Chart            | 40       |
| Japón Albums Chart             | 42       |
| Suiza Albums Chart             | 86       |
| Estados Unidos (Billboard 200) | 112      |
| Reino Unido (UK Albums Chart)  | 55       |